# Афоничев, Владимир Сергеевич
Владимир Сергеевич Афоничев (26 ноября 1948, Москва, РСФСР — 3 сентября 2013, Москва, Российская Федерация) — советский и российский тренер по баскетболу, заслуженный тренер РСФСР.

## Биография
В 1972 г. окончил Московский областной педагогический институт им. Н. К. Крупской.
С 1966 г. тренер по баскетболу в Доме физкультуры МГС общества «Спартак». С 1974 г. — тренер в СДЮШОР № 1 Фрунзенского района, которая в дальнейшем получила название СДЮСШОР № 22 «ГЛОРИЯ». Среди его воспитанников:
- Виталий Носов — заслуженный мастер спорта, Участник ОИ-1992 (4-е место), неоднократный призёр Чемпионатов Европы, Мира, России.
- Максим Астанин — мастер спорт международного класса, игрок национальной сборной СССР и России.
- Александр Милосердов — мастера спорта международного класса, выступал за сборную России, игрок команды Суперлиги «Университет-Югра» Сургут.

Среди достижений команд под руководством тренера:
- Юноши 1965 г. р. — трехкратные чемпионы СССР.
- Юноши 1968 г. р. — двукратные бронзовые призёры первенства СССР.
- Юноши 1990 г. р. — серебряные призёры чемпионата России 2006.

В марте 1988 г. ему было присвоено почетное звание Заслуженного тренера РСФСР.